# Ravenna (Texas)
Ravenna es una ciudad ubicada en el condado de Fannin en el estado estadounidense de Texas. En el Censo de 2010 tenía una población de 209 habitantes y una densidad poblacional de 67,02 personas por km².

## Geografía
Ravenna se encuentra ubicada en las coordenadas 33°40′14″N 96°14′27″O / 33.67056, -96.24083. Según la Oficina del Censo de los Estados Unidos, Ravenna tiene una superficie total de 3.12 km², de la cual 3.12 km² corresponden a tierra firme y (0%) 0 km² es agua.

## Demografía
Según el censo de 2010, había 209 personas residiendo en Ravenna. La densidad de población era de 67,02 hab./km². De los 209 habitantes, Ravenna estaba compuesto por el 93.3% blancos, el 0.96% eran afroamericanos, el 1.44% eran amerindios, el 0% eran asiáticos, el 0% eran isleños del Pacífico, el 3.35% eran de otras razas y el 0.96% pertenecían a dos o más razas. Del total de la población el 5.74% eran hispanos o latinos de cualquier raza.